# Simon Duggan
Simon Duggan est un directeur de la photographie néo-zélandais né le 13 mai 1959 à Wellington (Nouvelle-Zélande).

## Filmographie
- 1988 : The Interview de Craig Monaha
- 2000 : Risk d'Alan White
- 2002 : Garage Days d'Alex Proyas
- 2004 : I, Robot d'Alex Proyas
- 2006 : Underworld 2 : Évolution (Underworld: Evolution) de Len Wiseman
- 2007 : Die Hard 4 : Retour en enfer (Live Free or Die Hard) de Len Wiseman
- 2008 : La Momie : La Tombe de l'empereur Dragon (The Mummy: Tomb of the Dragon Emperor) de Rob Cohen
- 2008 : Soumission (Restraint) de David Denneen
- 2009 : Prédictions (Knowing) d'Alex Proyas
- 2011 : Killer Elite de Gary McKendry
- 2013 : Gatsby le Magnifique (The Great Gatsby) de Baz Luhrmann
- 2014 : 300 : La Naissance d'un empire (300: Rise of an Empire) de Noam Murro
- 2016 : Warcraft : Le Commencement (Warcraft) de Duncan Jones
- 2016 : Tu ne tueras point (Hacksaw Ridge) de Mel Gibson
- 2019 : Isn't It Romantic de Todd Strauss-Schulson
- 2022 : Il était une fois 2 (Disenchanted) d'Adam Shankman
- 2024 : Furiosa : Une saga Mad Max (Furiosa: A Mad Max Saga) de George Miller